# Serhijiwka
Serhijiwka (ukrainisch Сергіївка; russisch Сергеевка/Sergejewka, rumänisch Șabolat-Serghiesti) ist eine Siedlung städtischen Typs in der Oblast Odessa im Südwesten der Ukraine. Sie liegt südlich der Stadt Bilhorod-Dnistrowskyj am Ende des Schabolat-Limans.

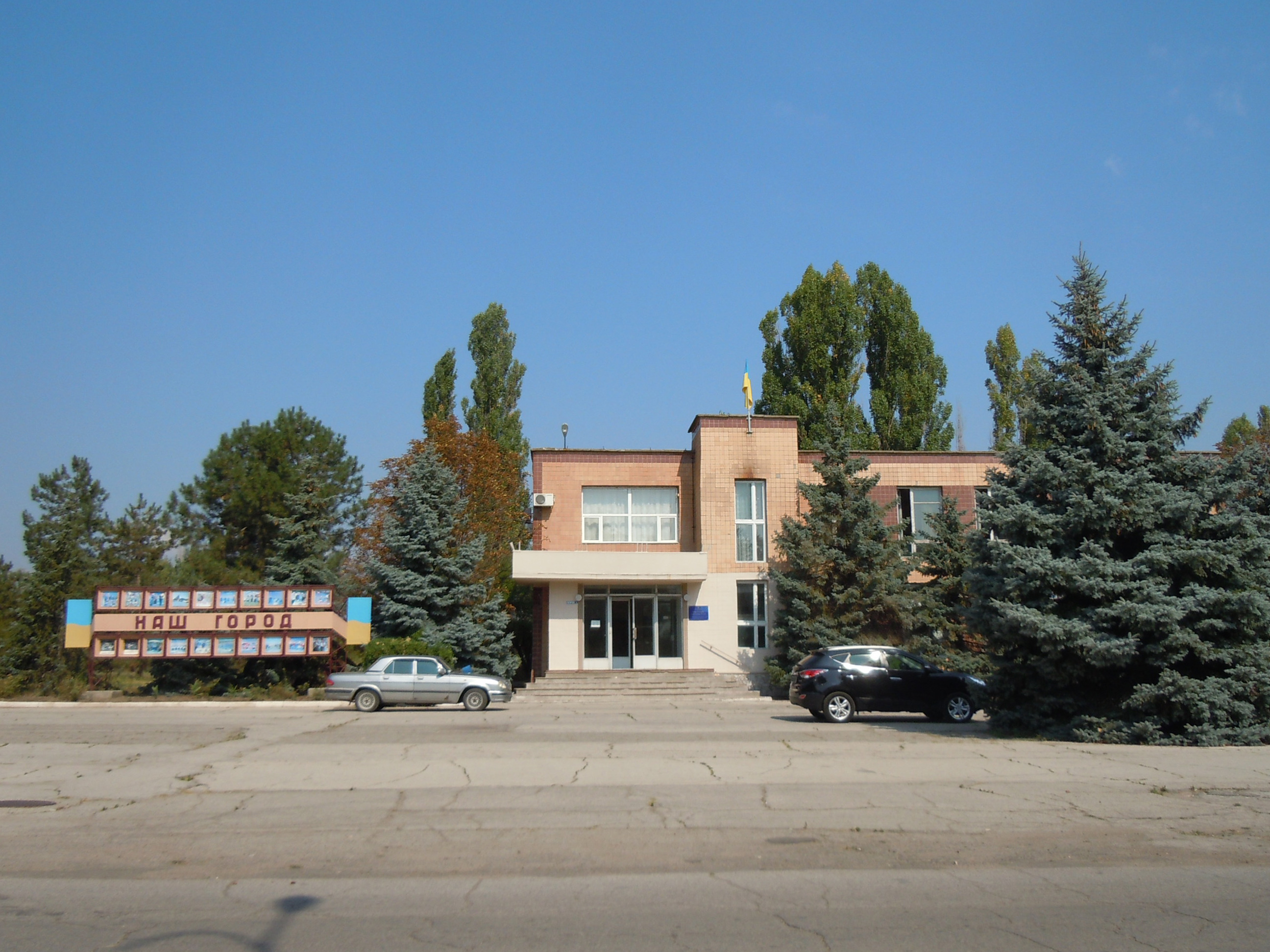
Blick auf das Gebäude der Siedlungsverwaltung

Der Ort entstand ab 1887, als durch den russischen Chemiker A. A. Werigo die heilsame Wirkung des Schlammes, der hier vorkommt, nachgewiesen und infolgedessen ein Schlammbad eingerichtet wurde. Aus einer kleinen Ansiedlung entwickelte sich so ein Kurort, dieser hat seit 1975 den Status einer Siedlung städtischen Typs.

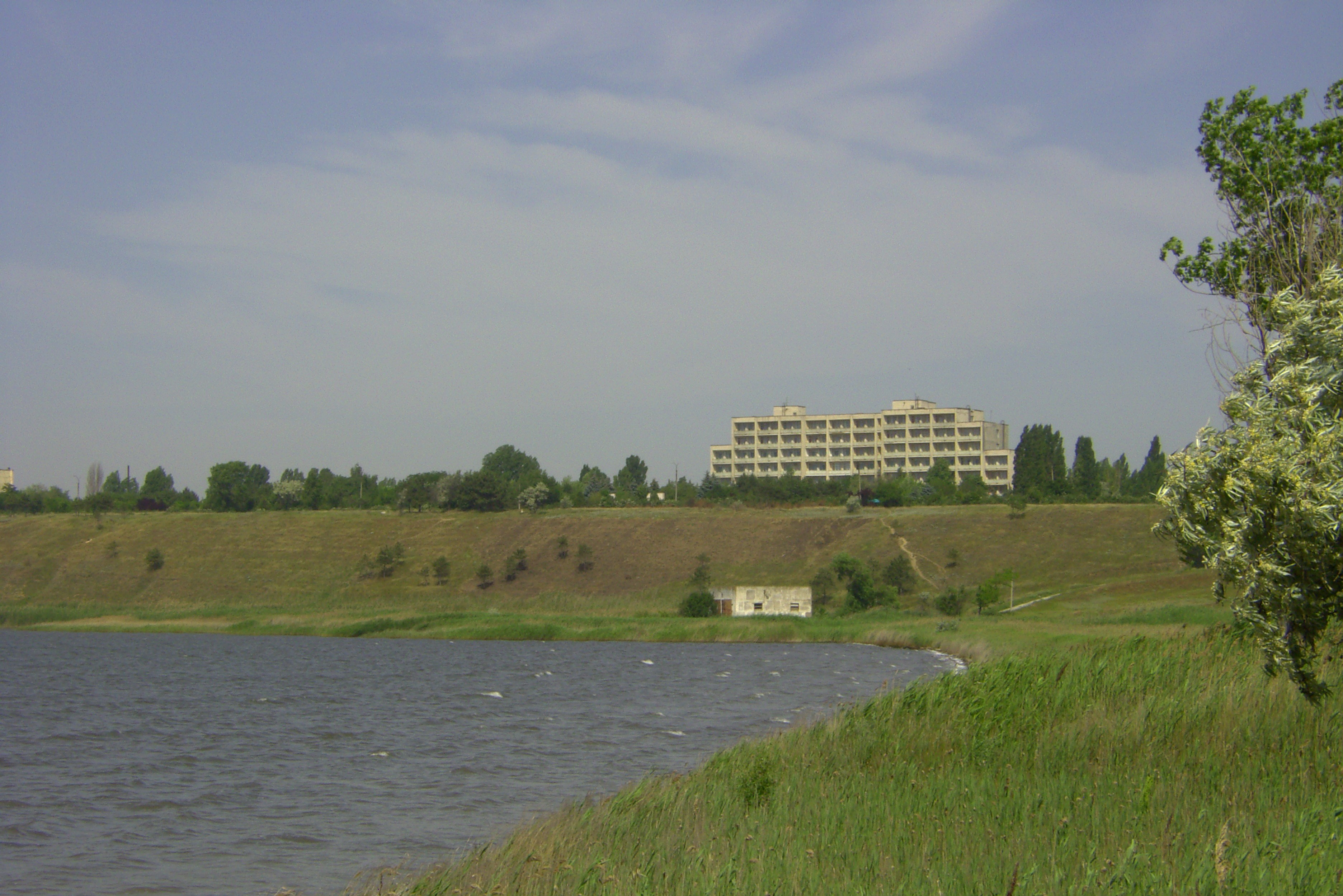
Blick auf eines der Sanatorien im Ort

Der Kurort wird vor allem von russischen Touristen besucht, nach 1991 hat der Ort eine dynamische Tourismusentwicklung durchgemacht und die bereits zu Sowjetzeiten errichteten Sanatorien wurden ausgebaut und erweitert.
Nach dem russischen Überfall auf die ganze Ukraine 2022 lag der Ort nicht im umkämpften Gebiet. Trotzdem starben 21 Zivilisten bei einem russischen Angriff am 1. Juli mit zwei X-22 Raketen, wobei laut Amnesty International ein Hotel und ein Wohngebäude getroffen wurden. In der Ukraine war davon die Rede, dass der Angriff eine Vergeltung für den erzwungenen Abzug der russischen Truppen von der Schlangeninsel war.

## Verwaltungsgliederung
Am 12. Juni 2020 wurde die Siedlung zum Zentrum der neugegründeten Siedlungsgemeinde Serhijiwka (Сергіївська селищна громада/Serhijiwska selyschtschna hromada), bis dahin bildete sie die gleichnamige Siedlungsratsgemeinde Serhijiwka (Сергіївська селищна рада/Serhijiwska selyschtschna rada) im Südosten des Rajons Bilhorod-Dnistrowskyj, jedoch kein Teil desselben, sondern direkt der Stadt Bilhorod-Dnistrowskyj untergeordnet.
Folgende Orte sind neben dem Hauptort Serhijiwka Teil der Gemeinde:
| Name                     | Name       | Name                      | Name                                |
| ukrainisch transkribiert | ukrainisch | russisch                  | rumänisch                           |
| ------------------------ | ---------- | ------------------------- | ----------------------------------- |
| Kossiwka                 | Косівка    | Косовка (Kossowka)        | Codăești                            |
| Kurortne                 | Курортне   | Курортное (Kurortnoje)    | Dacia (Budachi-Cordon)              |
| Mykolajiwka              | Миколаївка | Николаевка (Nikolajewka)  | Nicolaeni                           |
| Popasdra                 | Попаздра   | Попаздра                  | Nicolae-Băleescu (Deutsch-Popasdru) |
| Prymorske                | Приморське | Приморское (Primorskoje)  | Budachi                             |
| Tschabanske              | Чабанське  | Чабанское (Tschabanskoje) | Ciobanu                             |
| Wilne                    | Вільне     | Вольное (Wolnoje)         | Catorga                             |